# ليليانا هيريرو
ليليانا هيريرو (بالإسبانية: Liliana Herrero)‏ هي مغنية أرجنتينية، ولدت في 1948.

## وصلات خارجية
- ليليانا هيريرو على موقع ميوزك برينز (الإنجليزية)
- ليليانا هيريرو على موقع أول ميوزيك (الإنجليزية)
- ليليانا هيريرو على موقع ديسكوغز (الإنجليزية)